# Nōgata
Nōgata (jap. 直方市, -shi) ist eine Stadt in der Präfektur Fukuoka in Japan.

## Geographie
Nōgata liegt westlich von Kitakyūshū und nordöstlich von Fukuoka.

## Geschichte
Die Stadt Nōgata wurde am 1. Januar 1931 gegründet.

## Verkehr
- Straßen:
  - Nationalstraßen 200, 211
- Eisenbahn:
  - JR Chikuho-Hauptlinie: nach Kitakyūshū oder Chikushino

## Weblinks

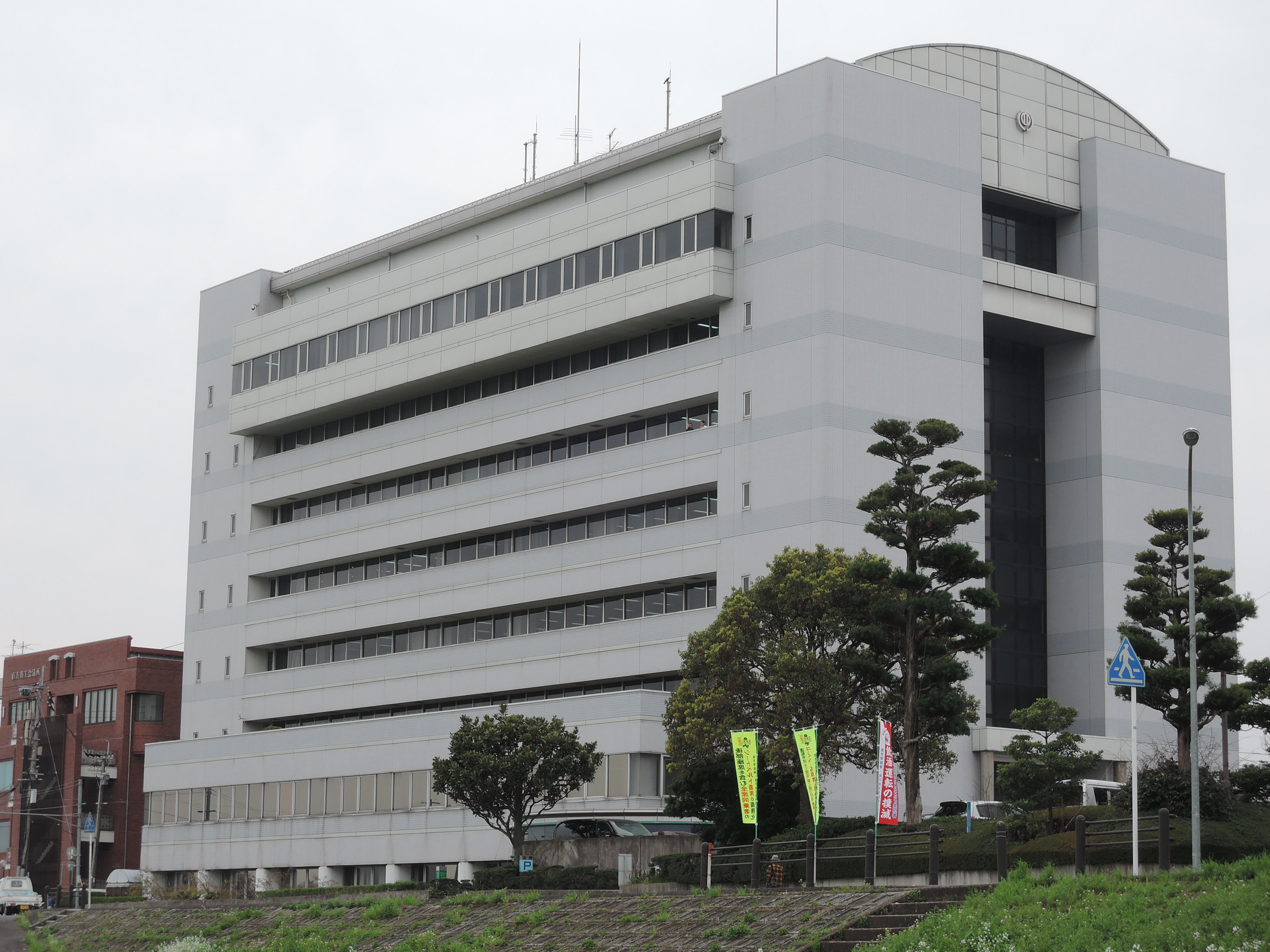
Rathaus von Nogata

## Söhne und Töchter der Stadt
- Kaiō Hiroyuki (* 1972), Sumōringer

## Angrenzende Städte und Gemeinden
- Kitakyūshū
- Iizuka
- Miyawaka
- Fukuchi
- Kurate
- Kotake